# 花束を下さい
「花束を下さい」（はなたばをください）は、福田沙紀の2枚目のシングル。2005年9月7日にフライトマスターから発売された。

## 解説
デビューシングル「アタックNo.1 2005」のリミックスを収録。タイトル曲は中島有紀（現：中嶋ユキノ）がコーラスで参加している。

## 収録曲
1. 花束を下さい [5:22][1]
  - 日本テレビ系列『音楽戦士 MUSIC FIGHTER』2005年9月度EDテーマ。

作詞：田形美喜子
作曲：ムラマツテツヤ
編曲：Koma2 Kaz
2. 刹那バイバイ [3:54][1]
作詞：ma-saya
作曲：Gajin
編曲：ats-
3. アタックNo.1 2005 -Opus No.1 Symphonic Suite- [4:19][1]
リミックス：Koma2 kaz
4. 花束を下さい -Instrumental-

## 収録アルバム
| 曲名         | 収録アルバム | 発売日       |
| ------------ | ------------ | ------------ |
| 花束を下さい | 『Sakippo』  | 2006年9月6日 |